# Lean on Me (bài hát)
"Lean on Me" là một bài hát được viết và thu âm bởi ca sĩ kiêm nhạc sĩ người Mỹ Bill Withers. Nó được phát hành vào tháng 4/1972 dưới dạng đĩa đơn đầu tiên trong album thứ hai của ông, Still Bill. Đó là đĩa đơn đầu tiên và duy nhất của anh ấy trên cả đĩa đơn linh hồn và Billboard Hot 100. Billboard xếp nó là bài hát số 7 năm 1972. Nó được xếp hạng số 208 trên Rolling Stone danh sách ' s 500 bài hát hay nhất của mọi thời đại '. Nhiều phiên bản khác đã được thu âm, và đây là một trong chín bài hát đã đạt vị trí số 1 trong Bảng xếp hạng đĩa đơn của Mỹ với các phiên bản được bởi hai nghệ sĩ khác nhau thu âm.

## Bối cảnh và sáng tác
Tuổi thơ của Bill Withers tại thị trấn khai thác than Slab Fork, West Virginia, là nguồn cảm hứng cho "Lean on Me", ông viết bài này sau khi chuyển đến Los Angeles và thấy mình thiếu đi đạo đức cộng đồng mạnh mẽ của thị trấn quê nhà. Ông đã sống trong một ngôi nhà tồi tàn ở khu nghèo của thị trấn này.